# 聯合國安全理事會第683號決議
联合国安全理事会第683号决议，在1990年12月22日通过。决议回顾安理会第21号决议中核可前在日本委任统治下岛屿（后来改称太平洋岛屿托管领土），以及美国为托管领土管理当局。安理会决定，在密克罗尼西亚联邦和马绍尔群岛缔结《自由联合协约》，北马里亚纳群岛缔结《联邦盟约》后，要求托管管理当局除特殊情况下，应增进托管领土居民趋向自治或独立的发展，逐渐结束托管协议。
安理会还希望，帕劳方面能尽快完成协议谈判，实现自己民族自决的权力能够被行使。与此同时，安理会对管理当局的保证表示欢迎，认为其将有助于帕劳政府在实现其未来发展方向及其最终地位的确定。
安理会的15个理事国中，14个国家投了赞成票，唯独古巴投票反对决议案，因为它认为安理会没有正确履行其职责。古巴代表说，应该给有关领土的居民一个阐述自己立场的机会而不希望安理会单方面通过决议决定这些国家和地区的前途。